# Bicyclette (football)
Pour les articles homonymes, voir Bicyclette (homonymie).

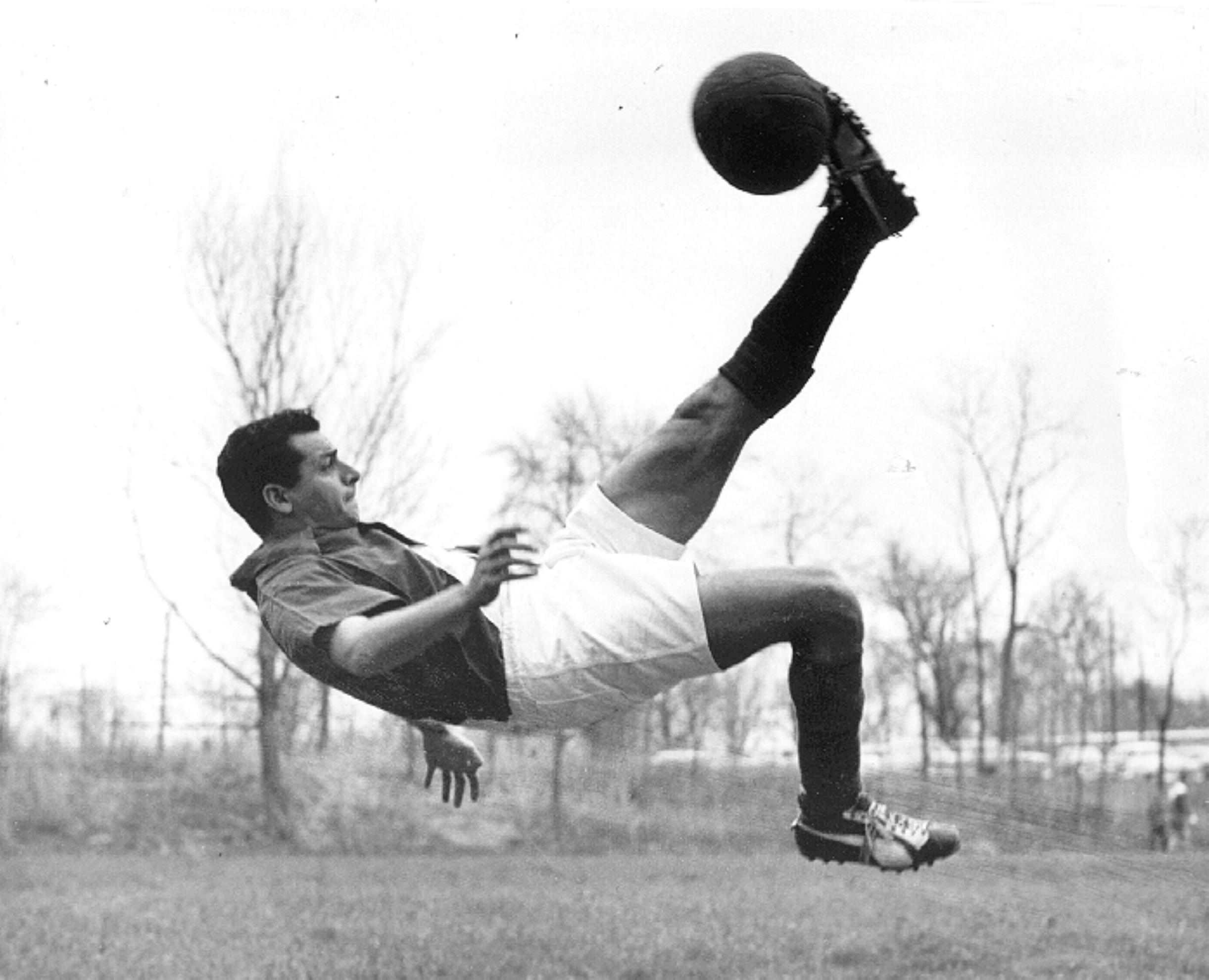
L'attaquant Ruben Mendoza, de l'équipe des États-Unis, exécutant une bicyclette dans les années 1950.

La bicyclette ou chalaca, aussi appelée ciseaux retourné, retourné acrobatique voire simplement retourné, ciseaux ou chilienne[réf. nécessaire], est un tir de volée en extension où l'impulsion et le tir sont réalisés avec la même jambe ; les 2 jambes se croisent alors dans les airs. La bicyclette retournée (tête en bas, amorcée dos au but) est généralement considérée comme le geste le plus spectaculaire du football.

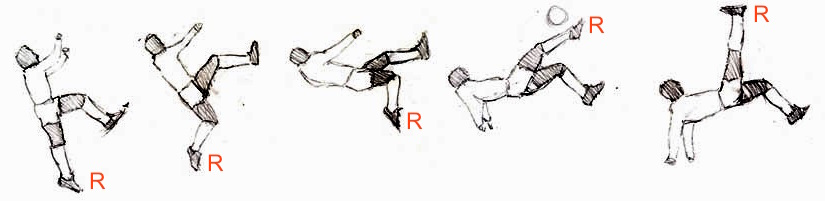
Illustration de bicyclette

## Histoire

### La chalaca
La chalaca, cette fameuse acrobatie, fut créée dans la deuxième moitié du XIXe siècle au Pérou dans le port de Callao.[réf. nécessaire] Elle fut appelée de la même façon que le gentilé des habitants de Callao étant "Chalaco(a)s".

### La chilienne
Au début du XXe siècle est arrivé au Chili l'Espagnol Ramón Unzaga Asla qui, selon le journaliste chilien Eduardo Bustos Alister, a adopté la nationalité chilienne à dix-huit ans. Il est certifié qu'Unzaga a réalisé ce tir pour la première fois dans le stade El Morro à Talcahuano en janvier de 1914, où il fut appelé Chorera, dû au gentilé de la ville.

En Afrique
Dans plusieurs pays africains, le ciseaux retourné est connu sous le nom d'Amara Simba (ancien attaquant d'équipe de France et du Paris Saint-Germain) qui en a fait une de ses spécialités durant sa carrière dans les années 80-90.